# Phylactella problematica
Phylactella problematica is een mosdiertjessoort uit de familie van de Smittinidae. De wetenschappelijke naam van de soort is voor het eerst geldig gepubliceerd in 1983 door Moyano.